# Mors
Mors är en ö i Jylland, i västra delen av Limfjorden nordväst om Salling i Danmark. Ön, som tillsammans med den mindre ön Agerø utgör Morsø kommun, har en area på 363 km² och hade år 2008 22 091 invånare men 2020 hade antalet sjunkit till 20 217.  Invånarna kallas morsinger.
Den största tätorten och enda staden är Nykøbing Mors, som är huvudort i Morsø kommun. Staden inspirerade den dansk-norska författaren Aksel Sandemose till sin berättelse om staden Jante och dess jantelag.

## Geografi
Mors har ett högt läge med branta höjder och starkt inskurna kuster. Den högsta punkten är Salgjerhøj (89 meter över havet). Dragstrupån rinner från öster till väster, nästan mitt genom ön, som därigenom delas i de historiska häradena Morsø Nørre Herred och Morsø Sønder Herred. Mors har, särskilt i norr, en fruktbar jordmån, och ön är ganska tätbefolkad. På många platser finns väderkvarnar.
Ön förbinds med Thy via Vilsundbroen och med Salling via Sallingsundbroen. Det går färja till Hannæs från Feggesund. 

## Historia

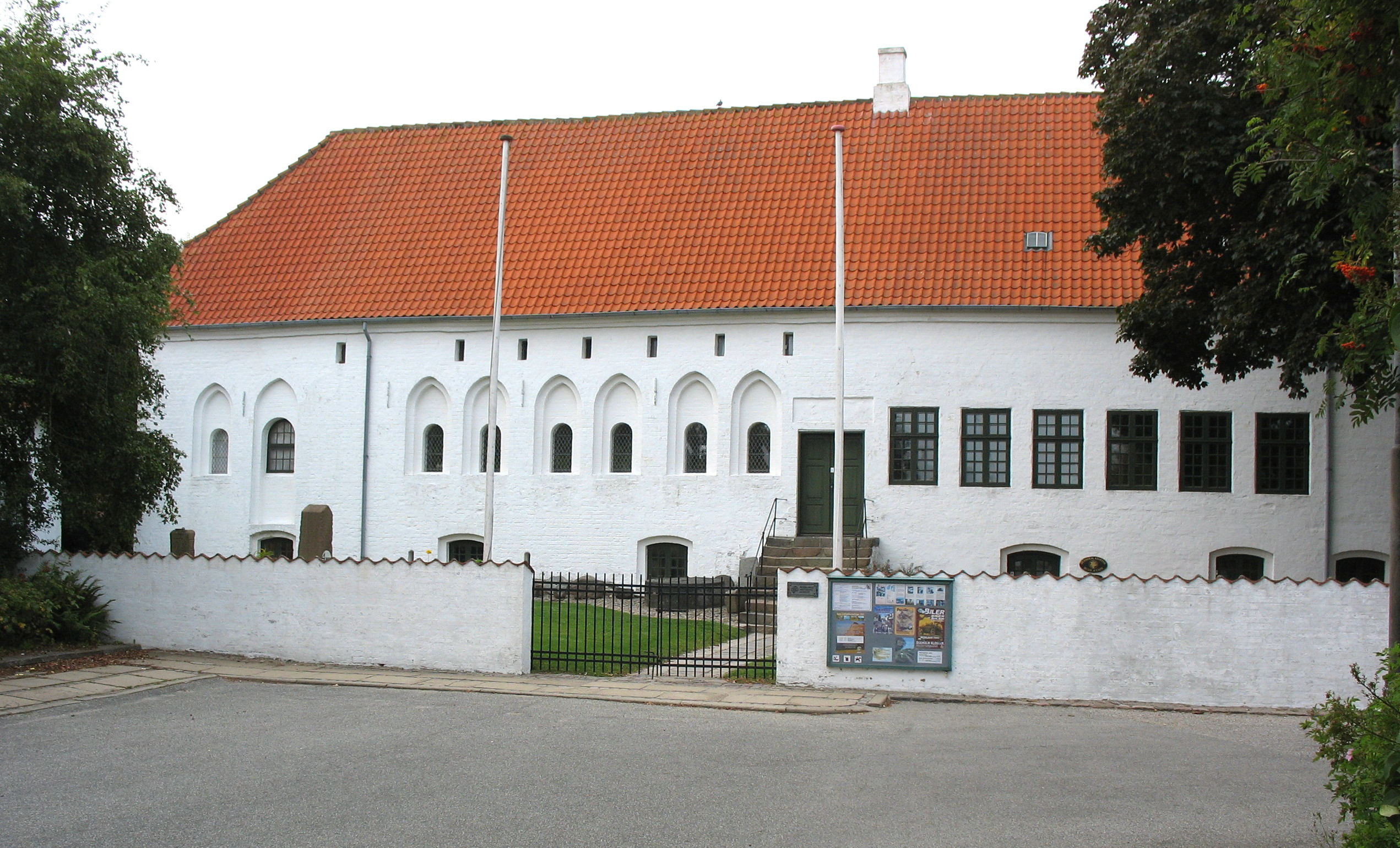
Dueholms kloster.

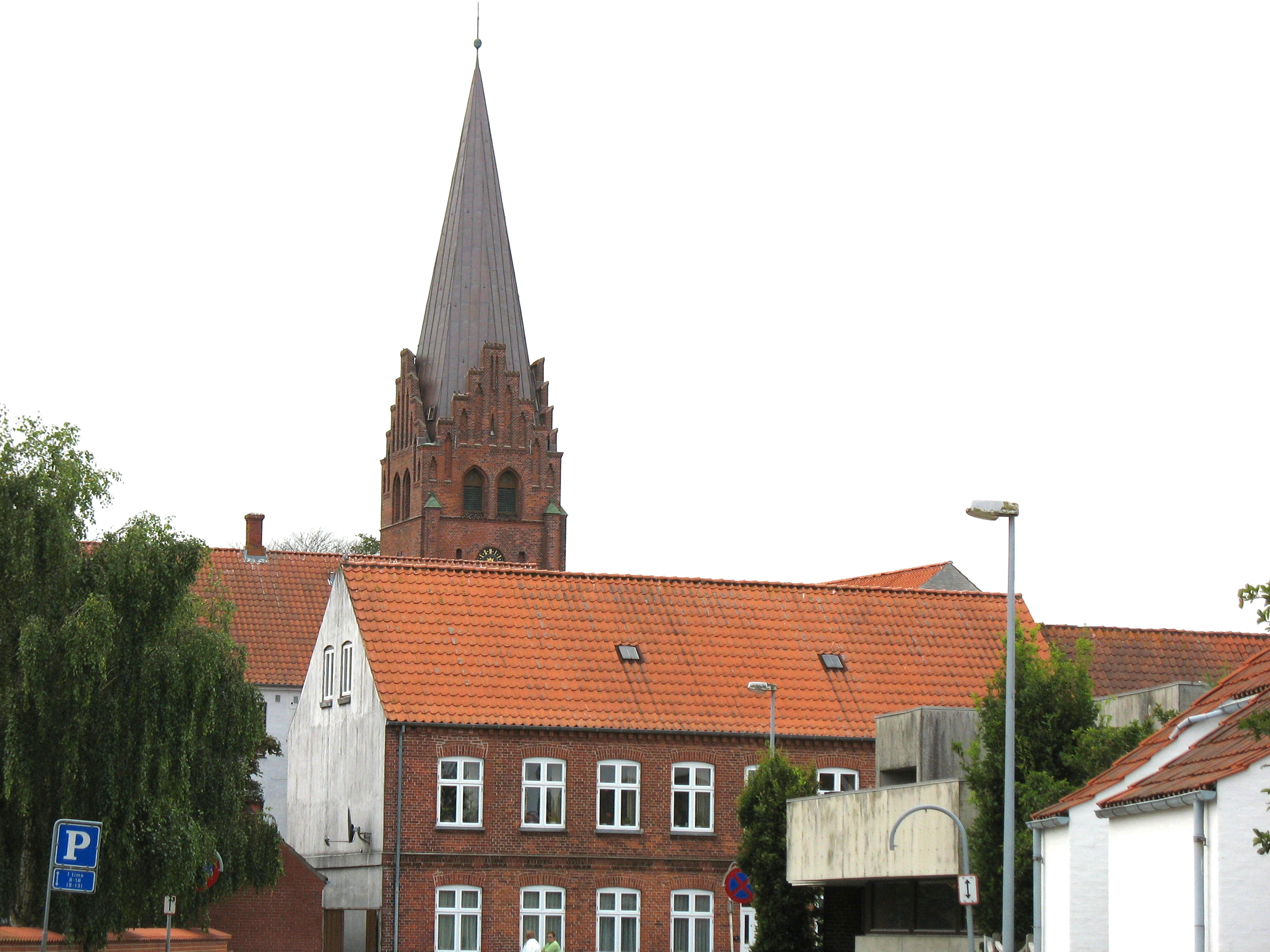
Nykøbing Mors.

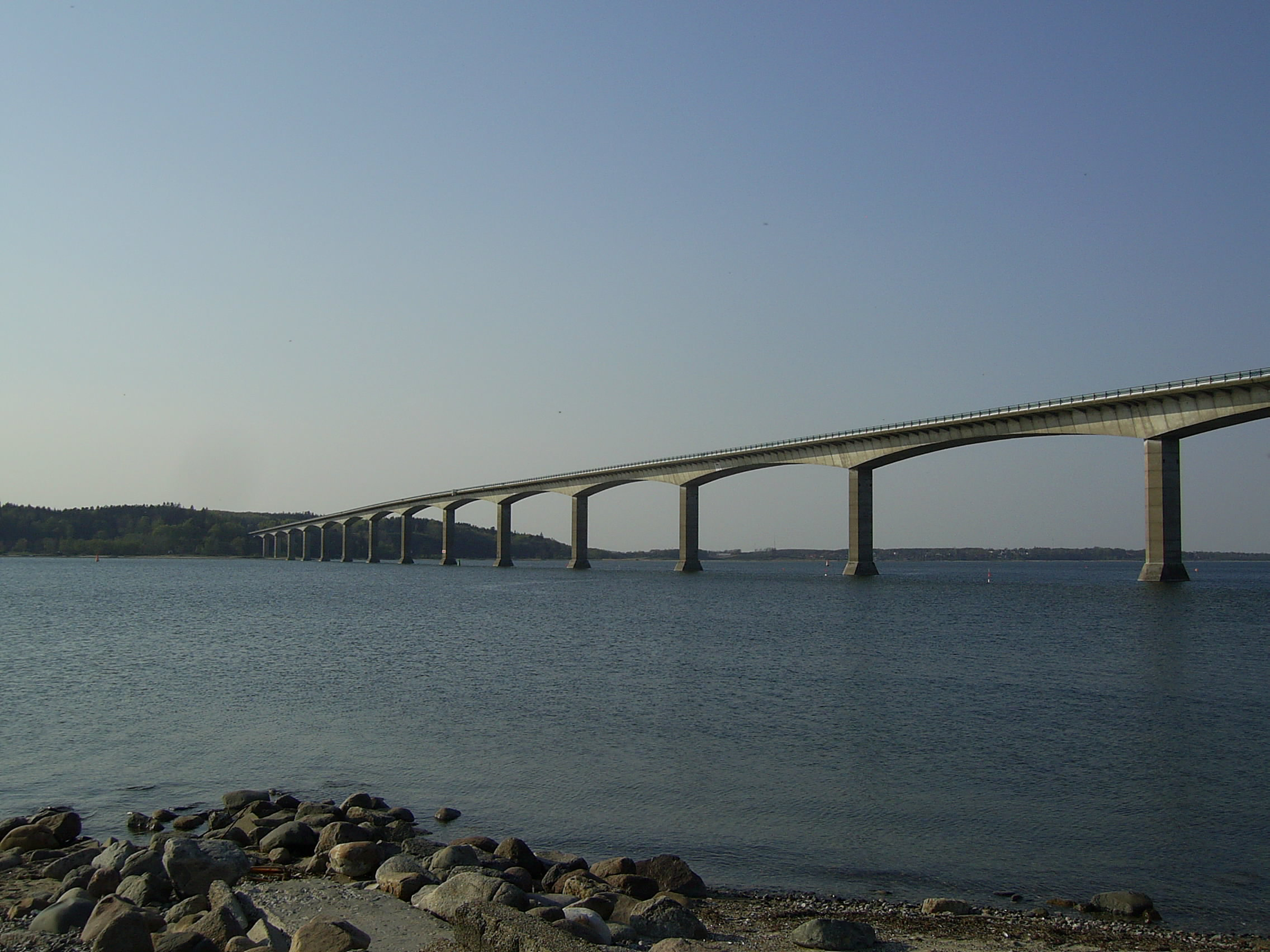
Sallingsundbroen.

Johanniterklostret Dueholm i Nykøbing Mors etablerades på 1300-talet, och staden själv nämns som stad i källor från slutet av 1200-talet. Invånarna på Mors deltog i Henrik Tagesens bondeuppror mot kung Kristofer av Bayern 1441, men enligt folkvisan tog de till flykten i den avgörande striden och lämnade Vendsysselborna i sticket.

## Invånarantal efter år
- 1901 – 22 237
- 1906 – 23 087
- 1911 – 24 270
- 1916 – 25 258
- 1921 – 26 269
- 1925 – 26 539
- 1930 – 26 059
- 1935 – 26 162
- 1940 – 26 261
- 1945 – 26 883
- 1950 – 27 116
- 1955 – 27 263
- 1960 – 26 766
- 1965 – 25 739
- 1970 – 25 029
- 1976 – 24 596
- 1981 – 24 540
- 1986 – 24 087
- 1990 – 23 774
- 1995 – 23 142
- 1998 – 23 028
- 1999 – 23 001
- 2000 – 22 957
- 2001 – 22 778
- 2002 – 22 638
- 2003 – 22 641
- 2004 – 22 604
- 2005 – 22 441